# セバスチャン・ヴランクス
セバスチャン・ヴランクス (Sebastian Vranckx もしくは Sebastiaan Vrancx, Sebastiaen Vrancx とも、1573年1月22日 –1647年5月19日) は、フランドルのバロック期の画家、アントワープ派の銅版画工。

## 生涯
セバスチャン・ヴランクスは、ルーベンス、ヤーコブ・ヨルダーンス、ヘンドリック・ファン・バーレン等の親方であるアダム・ファン・ノールトの元に弟子入りした。
ヴランクスは戦争画で高い評価を得ており、ルーベンスも彼の作品を所蔵していた。 また、他の画家との共同制作も多く、ヤン・ブリューゲル (父)、 ルーベンス、フランス・フラッケン (子)、ヘンドリック・ファン・バーレン、 フランス・スナイデルス、ヨース・デ・モンペル等との作品が残されている。ヴランクスの弟子のひとりにピーテル・スネイエルスがいる。
多くの彼の作品は聖書に基づくものか、都市の略奪や騎馬兵の戦い等の戦闘場面を描いたものである。また、寓意画も描いている。
ヴランクスはまた、詩人でもあり、喜劇や悲喜劇を書いていた。また、アントワープの聖ルカ組合の組合長になったこともある。 

## 作品

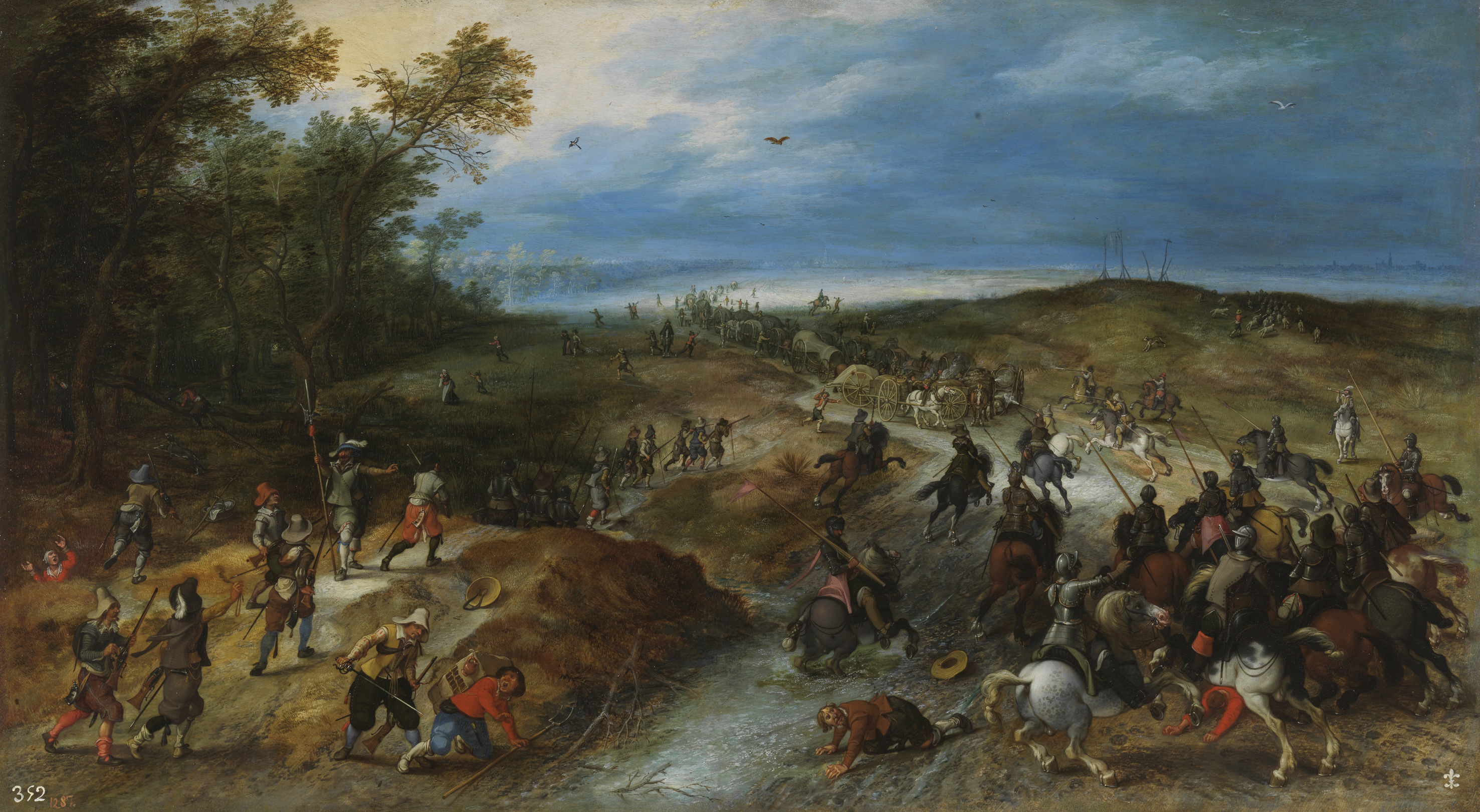
輸送隊への攻撃 ()
野外の宴会
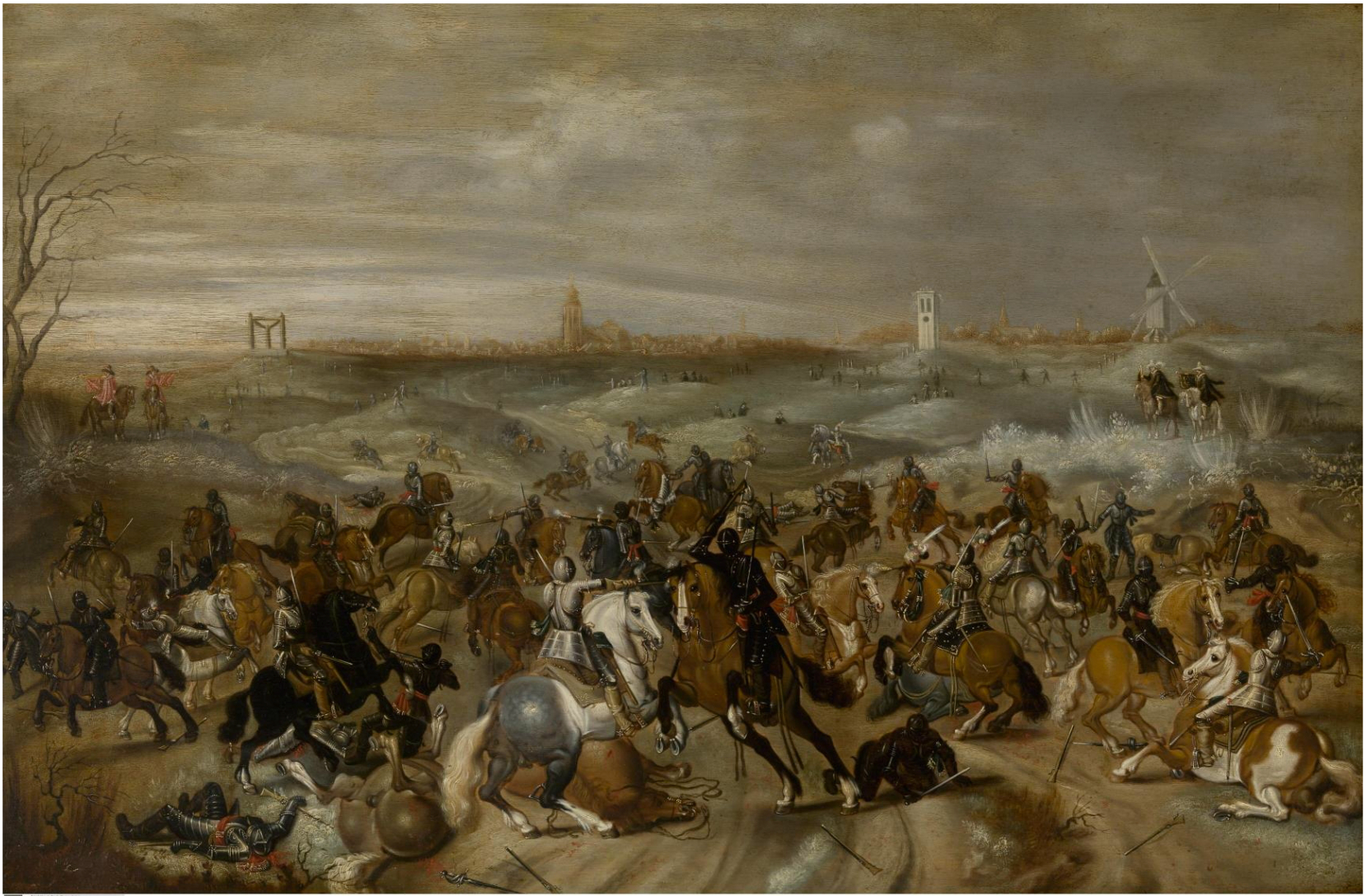
The battle of Leckerbeetje

## 参照
1. ↑  Muller, Jeffrey M., Rubens: The Artist as a Collector, Princeton, 1989, ISBN 0691002983.
2. ↑  "Assault on a Convay", combined work of Jan Brueghel the Elder and Sebastiaan Vranckx,